# رنگکاسبیتونگ
رنگکاسبیتونگ(اندونزیایی: Rangkasbitung) شهری در استان بانتن کشور اندونزی است. جمعیت این شهر بر اساس سرشماری سال ۲۰۰۰ میلادی ۱۱۸٫۹۵۸ تن بوده که در سال ۲۰۰۷ میلادی به ۱۳۰٫۱۱۲ نفر افزایش یافته‌است.

## نگارخانه

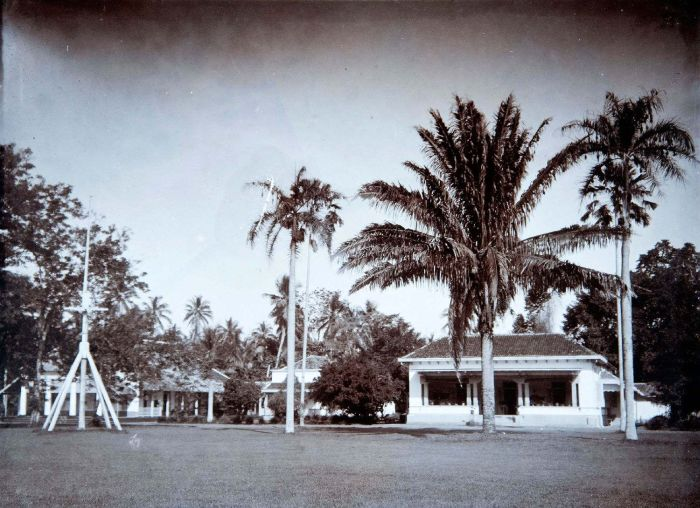
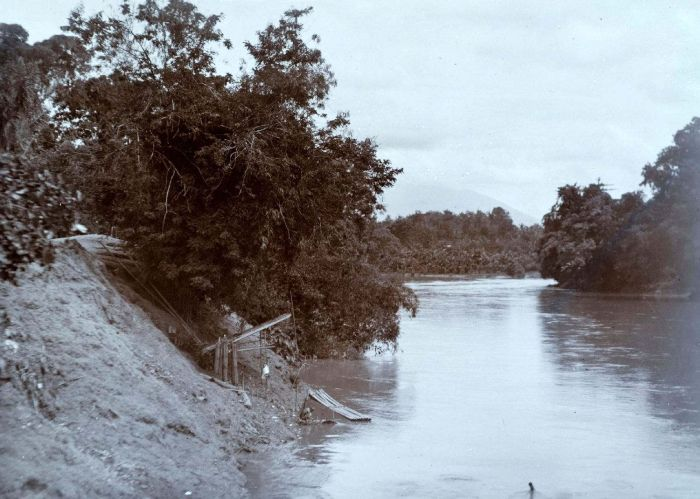